# Октавия Младша
Октавия (на латински: Octavia Minor) е по-голямата сестра на император Октавиан Август. Дъщеря на племенницата на Юлий Цезар – Атия. Четвърта съпруга на Марк Антоний.

## Потомство

### Деца от брака с Марцел
Октавия и нейният първи съпруг Гай Клавдий Марцел Младши имат 1 син и 2 дъщери:
- Марцел
- Клавдия Марцела Старша
- Клавдия Марцела Младша

### Деца от брака с Марк Антоний
Октавия и Марк Антоний имат 2 дъщери от своя брак (за нея – втори, за него – четвърти). Потомци и на двете им дъщери стават императори на Рим.
- Антония Старша: баба на император Нерон
- Антония Младша: майка на император Клавдий, баба на император Калигула, и прабаба на император Нерон.